# Kirk Cameron
Kirk Thomas Cameron (Panorama City (Californië), 12 oktober 1970) is een Amerikaanse acteur.

## Levensloop
Hij is de zoon van Robert en Barbara Cameron en de broer van Candace Cameron (Full House), Bridget en Melissa.
Cameron trouwde op 20 juli 1991 met Chelsea Noble, die hij op de set van Growing Pains had ontmoet. Tezamen kregen ze twee kinderen, Olivia Rose (geboren 18 juli 2001) en James Thomas (geboren 13 april 2003). Ook adopteerden ze vier kinderen: Jack (1996), Isabella (1997), Anna (1998) en Luke (2000).
Cameron die van huis uit niet kerkelijk was, bekeerde zich rond zijn zeventiende tot de evangelische richting van het christelijk geloof.
Met Ray Comfort en Todd Friel richtte hij in 2002 The Way of the Master op, een evangelische organisatie die zich toelegt op evangelisatie, onder meer via televisie en radio. Vanuit zijn evangelische achtergrond verzet Cameron zich tegen de evolutietheorie en hangt hij het creationisme aan.
Sinds 2000 is hij te zien in de Left Behind-serie, de christelijke filmcyclus over de eindtijd.

## Filmografie
- 2014: Saving Christmas
- 2008: Fireproof
- 2005: Night of Joy
- 2005: Left Behind: World at War
- 2004: Growing Pains: Return of the Seavers
- 2002: Left Behind II: Tribulation Force
- 2001: The Miracle of the Cards
- 2000: The Growing Pains Movie
- 2000: Left Behind: The Movie
- 1998: You Lucky Dog
- 1995-1997: Kirk
- 1995: The Computer Wore Tennis Shoes
- 1994: Star Struck
- 1991: A Little Piece of Heaven
- 1989: Listen to Me
- 1987: Like Father Like Son
- 1986: The Best of Times
- 1985-1992: Growing Pains
- 1984: Children in the Crossfire
- 1983-1984: Two Marriages
- 1983: Starflight: The Plane That Couldn't Land
- 1983: The Women Who Willed a Mirace
- 1983: More Than Murder
- 1982: Beyond Witch Mountain
- 1981: Bret Maverick
- 1981: Goliath Awaits

- Bibsys: 14006243
- Biblioteca Nacional de España: XX1785577
- Bibliothèque nationale de France: cb139233828 (data)
- Gemeinsame Normdatei: 1017983127
- International Standard Name Identifier: 0000 0000 5940 895X
- Library of Congress Control Number: no2001002859
- MusicBrainz: 0d637f10-9d92-4365-8022-e2d00608b6fc
- Nederlandse Thesaurus van Auteursnamen: 243375484
- Virtual International Authority File: 7576181
- WorldCat: E39PBJwxJfhc473JV6MJjXjDMP